# Promozione Sardegna 1975-1976
Nella stagione 1975-1976 la Promozione era il quinto livello del calcio italiano (il massimo livello regionale). Qui vi sono le statistiche relative al campionato in Sardegna.
Il campionato è strutturato in vari gironi all'italiana su base regionale, gestiti dai Comitati Regionali di competenza. Promozioni alla categoria superiore e retrocessioni in quella inferiore non erano sempre omogenee; erano quantificate all'inizio del campionato dal Comitato Regionale secondo le direttive stabilite dalla Lega Nazionale Dilettanti, ma flessibili, in relazione al numero delle società retrocesse dal campionato di Serie D e perciò, a seconda delle varie situazioni regionali, la fine del campionato poteva avere degli spareggi sia di promozione che di retrocessione.

## Classifica finale
|  | Pos. | Squadra              | Pt | G  | V  | N  | P  | GF | GS | DR  |
|  | ---- | -------------------- | -- | -- | -- | -- | -- | -- | -- | --- |
|  | 1.   | Calangianus          | 45 | 30 | 18 | 9  | 3  | 61 | 20 | +41 |
|  | 2.   | Macomer              | 41 | 30 | 15 | 11 | 4  | 38 | 19 | +19 |
|  | 3.   | Ilvarsenal           | 38 | 30 | 15 | 8  | 7  | 40 | 22 | +18 |
|  | 4.   | Carbonia             | 34 | 30 | 12 | 10 | 8  | 33 | 29 | +4  |
|  | 5.   | Sestu                | 31 | 30 | 11 | 9  | 10 | 43 | 40 | +3  |
|  | 6.   | Portotorres          | 29 | 30 | 9  | 11 | 10 | 32 | 33 | -1  |
|  | 7.   | Attilia Condor (-1)  | 29 | 30 | 8  | 14 | 8  | 32 | 40 | -8  |
|  | 8.   | Atletico             | 28 | 30 | 8  | 12 | 10 | 30 | 39 | -9  |
|  | 9.   | Arzachena            | 28 | 30 | 8  | 12 | 10 | 42 | 49 | -7  |
|  | 10.  | Ozierese             | 27 | 30 | 7  | 13 | 10 | 24 | 30 | -6  |
|  | 11.  | Decimoputzu          | 27 | 30 | 7  | 13 | 10 | 34 | 35 | -1  |
|  | 12.  | Gennargentu Monreale | 26 | 30 | 5  | 16 | 9  | 30 | 34 | -4  |
|  | 13.  | Oristanese           | 26 | 30 | 7  | 12 | 11 | 30 | 40 | -10 |
|  | 14.  | Sant'Antioco         | 25 | 30 | 7  | 11 | 12 | 23 | 37 | -14 |
|  | 15.  | Ossese               | 23 | 30 | 7  | 9  | 14 | 39 | 51 | -12 |
|  | 16.  | Ferrini              | 22 | 30 | 5  | 12 | 13 | 18 | 31 | -13 |